# حرف یک پلیس
«حرف یک پلیس» (انگلیسی: Parole de flic) فیلمی در ژانر جنایی به کارگردانی خوزه پینیرو است که در سال ۱۹۸۵ منتشر شد. از بازیگران آن می‌توان به آلن دلون، ژاک پرن، ژان-فرانسوا استونن، و ونسان لندون اشاره کرد.